# إدوارد بورتر
إدوارد بورتر (13 أكتوبر 1846 - 31 أكتوبر 1918) (بالإنجليزية: Edward Porter)‏ هو لاعب كريكت بريطاني.

## وصلات خارجية
- إدوارد بورتر على موقع إي آس بي آن كريك إنفو (الإنجليزية)